# Anerkennung
Anerkennung ist in mehreren Fachgebieten die Erklärung eines Rechtssubjekts gegenüber einem anderen Rechtssubjekt oder gegenüber Dritten, einen bestimmten Anspruch, Sachverhalt oder Status quo gutzuheißen. Der Begriff Anerkennung wird im allgemeinen Alltagsgebrauch, auch als Synonym für Akzeptanz, Lob oder Respekt verwendet. Gegenseitige Anerkennung gilt als notwendig für jede Art von Zusammenleben, beispielsweise in Beziehungen (Liebesbeziehung, Partnerschaft oder Ehe), in einer Schulklasse oder im Beruf. Wird ein Gruppenmitglied nicht anerkannt, besteht die Möglichkeit zum Außenseiter zu werden.

## Etymologie
Das Verb „anerkennen“ ist die Verdeutlichung des Verbs „erkennen“.

## Recht
Rechtssubjekte, die mit einer Anerkennung in Verbindung kommen, können natürliche oder juristische Personen bis hin zu Staaten sein. Die Anerkenntnis ist dagegen eine Vertragsart (Schuldanerkenntnis) oder eine Prozesshandlung. 
Mit dem Rechtsbegriff der Anerkennung befassen sich viele Rechtsgebiete.
- Im Zivilrecht ist die Anerkennung ein häufig verwendeter Rechtsbegriff.

Mit der gemäß § 80 Abs. 1 BGB zur Entstehung einer rechtsfähigen Stiftung erforderlichen Anerkennung durch die zuständige Landesbehörde ist eine Erlaubnis gemeint.
Gemäß § 1592 Nr. 2 BGB wird die Vaterschaft durch Anerkennung konkretisiert. Die bereits vor der Geburt zulässige Anerkennung der Vaterschaft gemäß § 1594 Abs. 1 BGB bedarf der Zustimmung der Mutter (§ 1595 Abs. 1 BGB) und ist zu beurkunden (§ 1597 Abs. 1 BGB).
Die Anerkennung ausländischer Entscheidungen in Ehesachen nach § 107 FamFG erfolgt nur, wenn die Landesjustizverwaltung festgestellt hat, dass die Voraussetzungen für die Anerkennung vorliegen.
Die Anerkennung und Vollstreckung ausländischer Schiedssprüche richtet sich gemäß § 1061 Abs. 1 ZPO nach dem New Yorker Übereinkommen über die Anerkennung und Vollstreckung ausländischer Schiedssprüche vom 10. Juni 1958.
- Asylrecht: Mit dem Asylantrag wird gemäß § 13 Abs. 2 AsylG die Anerkennung als Asylberechtigter sowie internationaler Schutz im Sinne des § 1 Abs. 1 Nr. 2 AsylG beantragt. Die Erlöschensgründe der Anerkennung als Asylberechtigter sind in § 72 AsylG abschließend aufgezählt. Der Widerruf hat gemäß § 73 AsylG unverzüglich zu erfolgen, wenn die Voraussetzungen für die Anerkennung als Asylberechtigter nicht mehr vorliegen.

Die Richtlinie 2011/95/EU (Qualifikationsrichtlinie) legt Normen für die Anerkennung als Flüchtling und für den Flüchtlingsstatus fest.
- Staatskirchenrecht / Religionsverfassungsrecht: Bei Religionsgemeinschaften meint „Anerkennung“ üblicherweise die Anerkennung als öffentlich-rechtliche Religionsgesellschaft.[3] „Der Staat drückt mit der gesetzlichen Anerkennung einer Religionsgemeinschaft aus, dass diese in seinem Interesse liegt und er mit ihr kooperieren möchte“.[4] In Österreich sind die Voraussetzungen für eine gesetzliche Anerkennung von Religionsgemeinschaften im Anerkennungsgesetz von 1874 sowie in § 11 des Bekenntnisgemeinschafts-Gesetzes geregelt.[5]
- Völkerrecht: Als diplomatische Anerkennung erscheint der Anerkennungsbegriff in der politikwissenschaftlichen Literatur. Er meint die völkerrechtliche Akzeptanz eines politischen Systems als Staat sowie den Beginn oder Vollzug diplomatischer Beziehungen. Das Anerkennungsprinzip hat seine Ursprünge im Völkerrecht.[6] Die Anerkennung im Völkerrecht ist die ausdrückliche oder konkludente Willensäußerung eines Völkerrechtssubjektes (zumeist eines Staates) mit dem Inhalt, einen bestimmten Tatbestand, eine bestimmte Rechtslage oder einen bestimmten Anspruch als bestehend oder rechtmäßig zu akzeptieren.[7] Die wesentliche Bedeutung der völkerrechtlichen Anerkennung von Staaten besteht darin, dass sie die Hinnahme eines Zustandes beschreibt, bei welchem auf Widerspruch in Fällen verzichtet wird, in denen ein Zustand durch andere Rechtssubjekte herbeigeführt wurde.[8] Die Anerkennung kann konstitutiv oder deklaratorisch wirken, implizit erfolgt sie durch Aufnahme diplomatischer Beziehungen. Die herrschende Meinung geht davon aus, dass die Anerkennung heute lediglich deklaratorische Bedeutung hat, weil sie bloß feststellt, dass aus Sicht des anerkennenden Staates das andere Gebilde die Elemente aufweist, die ein Staat besitzen muss.[9] Denn der Anerkennung liegt nämlich meist die Erfüllung der Drei-Elemente-Lehre zugrunde. Als bekanntes Problem zwischenstaatlicher Anerkennung galt die Anerkennung der DDR durch die Bundesrepublik.

Es bestehen auch Regelungen zur Anerkennung von Schulleistungen für den Hochschulzugang. Sehr verbreitet sind auch Regelungen zur „Anerkennung von Studienleistungen“, etwa in Prüfungsordnungen, sowie Vorschriften zur Anerkennung von im Ausland erbrachten Leistungen oder Abschlüssen. In Deutschland kommen dabei aufgrund der Kulturhoheit der Länder vor allem durch Vorschriften der Länder zum Tragen, ggf. koordiniert durch die Kultusministerkonferenz. Bei beruflichen Qualifikationen kommt in Deutschland das Gesetz zur Verbesserung der Feststellung und Anerkennung im Ausland erworbener Berufsqualifikationen (Anerkennungsgesetz) zur Anwendung; zudem ist im europäischen Sekundärrecht die gegenseitige Anerkennung von Berufsabschlüssen durch Richtlinie 2005/36/EG über die Anerkennung von Berufsqualifikationen geregelt.

## Sozial- und Staatsphilosophie
Die Anerkennung anderer Menschen, Dinge oder Sätze schränkt die Handlungsfreiheit eines Subjektes ein: Die Anerkennung anderer Menschen schließt Verpflichtungen ihnen gegenüber ein, die von ihrer Respektierung als Personen, über die Zustimmung zu ihren Wünschen, bis hin zur Würdigung ihrer Leistungen reicht. Gegenüber juristischen Personen wie Vereinen, Gemeinden oder Staaten meint Anerkennung eine „offizielle Bestätigung, Erklärung der Gültigkeit oder der Rechtmäßigkeit“. Bezogen auf Aussagen oder Normen bedeutet Anerkennung ihre Beachtung, Billigung oder Wahrheitsannahme. Indem das Erkennen in der Anerkennung eine Bedeutung für das menschliche Handeln erlangt, verknüpft die Anerkennung theoretische und Praktische Philosophie. In der Logik spielt Anerkennung eine Rolle in der Aussagentheorie Gottlob Freges.
Philosophische Ansätze, die Anerkennung oder bedeutungsähnliche Begriffe verwenden, lassen sich bis zu Rousseau zurückverfolgen. Grundlegend ist der Begriff der Anerkennung für die Philosophie Immanuel Kants, auch wenn er diesen nicht unmittelbar verwendet. Dies kommt bereits in der Menschenrechtsformel des kategorischen Imperativs zum Ausdruck, wonach man sich oder einen anderen Menschen jederzeit niemals nur als Mittel, sondern stets auch als Zweck behandeln soll. Also hat man die eigene Willkür mit der Willkür der anderen nach einem allgemeinen Gesetz der Freiheit in Einklang zu bringen. Entsprechend hat ein jeder Mensch „rechtmäßigen Anspruch auf Achtung von seinen Nebenmenschen, und wechselseitig ist er dazu auch gegen jeden Anderen verbunden.“
Einen ersten Versuch der Systematisierung des Anerkennungsbegriffes leistete Johann Gottlieb Fichte in seiner Grundlage des Naturrechts (1796).
„Im wechselseitigen Auffordern zu freiem Handeln und im Begrenzen der eigenen Handlungssphäre zugunsten des Anderen bildet sich sowohl individuelles wie gemeinsames Bewusstsein – eines ist nicht ohne das andere.“
Darauf aufbauend entwickelte Georg Wilhelm Friedrich Hegel 1802–1807 in seinen frühen Schriften in Jena ein theoretisches System, in dessen Zentrum ein Anerkennungsbegriff stand. Bei Fichte und Hegel ersetzt die Anerkennung gewissermaßen den Gesellschaftsvertrag als Grundlage von Recht und Staat. Mit Hegel endete zunächst die Entwicklung der philosophischen Anerkennungstheorie.
Der aus Russland stammende, in Frankreich lebende Alexandre Kojève belebte direkt nach dem Ende des Zweiten Weltkrieges Hegels Ansatz neu. Dem jungen Hegel folgend hob er hervor, dass Anerkennung zur Bildung des Selbstbewusstseins notwendig sei. Dies bedinge auch, dass niemand für sich selbst allein diese Entwicklungsstufe erreichen könne. Erst wenn mehrere „Bewußtseine“ aufeinandertreffen, ereignet sich das, was Hegel „Bewegung der Anerkennung“, „Dialektik der Anerkennung“ nennt und den „Kampf um Anerkennung“ als Spezifikum des Menschen nötig macht. Hegel beschreibt dies in seiner „Phänomenologie des Geistes“ im Kapitel „Selbständigkeit und Unselbständigkeit des Selbstbewusstseins; Herrschaft und Knechtschaft“. Folgenschwer hat Karl Marx daraus sein Modell des Klassenkampfes entwickelt. Im 20. Jahrhundert beeinflusste dies auch psychoanalytische Entwürfe, etwa Jacques Lacans. Auch das Gesellschaftsverständnis Tzvetan Todorovs knüpft an Hegel und Kojève an, wobei er sich gegen Thomas Hobbes Bild der Gesellschaft als notwendiges Übel wendet.
- In Deutschland wurde das Anerkennungsprinzip Hegels 1968 von Jürgen Habermas wieder aufgegriffen.[15] Habermas wies auf seine Aktualität hin und betonte die Vorteile des Konzeptes der Anerkennung gegenüber Problemen der Theorien von Immanuel Kant oder Karl Marx: Bei Kant fehle in der Klärung moralischer Fragen die zwischenmenschliche Interaktion und damit tatsächliche Intersubjektivität. Marx hingegen reduziere Interaktion auf Arbeit.[10] Hegel habe mit der Anerkennung hingegen richtigerweise Interaktion und Arbeit auseinandergehalten.[16]

- Auch Karl-Heinz Ilting[17] sowie der Hegel-Forscher Ludwig Siep[18] in Münster und später Andreas Wildt[19] befassten sich in der Folge damit.
- Als Weiterentwicklung der Sozialphilosophie der Frankfurter Schule (Kritische Theorie) und im Anschluss an Habermas’ Ansätze rückte Axel Honneth Anerkennung in das Zentrum seiner Arbeiten. In der Gegenwartsphilosophie wird Honneth mit dem Begriff Anerkennung eng verbunden.
- Mit dem Thema Anerkennung befasste sich auch der dem Kommunitarismus zuzurechnende Philosoph Charles Taylor in seiner Schrift Multikulturalismus und die Politik der Anerkennung (1997).
- Der israelische Philosoph Avischai Margalit tritt für eine „anständige Gesellschaft“ ein.[20] Hierunter versteht er eine Gesellschaft, in der die Menschen anerkannt und nicht durch Institutionen gedemütigt werden.
- Ausgehend vom Zusammenbruch der Sowjetunion bzw. des Kommunismus und bezugnehmend auf Hegel und Kojève diskutiert Francis Fukuyama in Das Ende der Geschichte (1992) die Bedeutung der Anerkennung (griech.: Thymos) in Form von Isothymia und Megalothymia für die Geschichtsentwicklung.
- Die US-amerikanische Philosophin Judith Butler stellt die Frage nach der Anerkennung und Anerkennbarkeit von Leben im Kontext dessen Gefährdet-seins und dessen Betrauerbarkeit.[21]

## Logik
In der Theorie und Terminologie von Gottlob Frege ist das Urteilen die Anerkennung des Wahrheitswertes eines Gedankens.

## Psychologie
Die Psychologie betrachtet den engen Zusammenhang von einerseits Anerkennung (als Lob, Bestätigung oder Respekt) und andererseits der Entwicklung und Bewahrung des Selbstwertgefühls eines Menschen. Joachim Bauer sagt dazu „Neurobiologische Studien zeigen, dass nichts das Motivationssystem so sehr aktiviert, wie von anderen gesehen und sozial anerkannt zu werden“.
Für die Psychoanalyse ist Anerkennung – als mehr oder minder unwillkürliche Geste des Bewusstseins im Rahmen der Tiefenpsychologie der Abwehrmechanismen – ein Modus der (buchstäblichen) Wahrnehmung äußerlicher Gegebenheiten (etwa des anatomischen Geschlechtsunterschiedes) in ihrer seelischen Bedeutsamkeit (vgl. etwa Kastrationsangst) und die Gegenbewegung zur Verleugnung.
Im Konzept „Emotionale Kompetenz“ von Claude Steiner spielt die Idee der Anerkennung eine zentrale Rolle: Es wird davon ausgegangen, dass viele Menschen unter einem erheblichen Mangel an Anerkennung und Zuwendung, sogenannten Positive Strokes, leiden. Als Ursachen werden verinnerlichte dysfunktionale Beziehungsmuster aus der Kindheit und der weiteren Entwicklung angenommen. Als Folgen dieses Zuwendungsmangels werden seelische Erkrankungen konstatiert.
Claude Steiner entwickelte den Gedanken der „Stroke-Ökonomie“: Anerkennung wird innerhalb der Familie unbewusst knappgehalten. Damit erreichen Eltern, dass eine Situation, in der unbegrenzt Anerkennung gegeben wird, umgewandelt wird in eine Situation, in der Anerkennung Mangelware ist und der Preis dafür entsprechend hoch ist. Nach Steiner dient dies Eltern dazu, ihre Kinder steuern zu können. Steiner glaubt, dass Erwachsene immer noch unbewusst diese Regeln im Alltag befolgen und so zu wenig Anerkennung geben und erhalten.

## Theologie
Die Anerkennung der Anderen wird als eine theologische Grunddimension der interkulturellen Kommunikation und der Bildung von Edmund Arens und Helmut Peukert herausgearbeitet.